# Günter Wetzel (Prähistoriker)
Günter Wetzel (* 22. Februar 1942 in Chausseehaus Hassel bei Stendal) ist ein deutscher Prähistoriker.

## Leben
Günter Wetzel war bereits als Schüler in seiner altmärkischen Heimat archäologisch tätig. Er studierte Ur- und Frühgeschichte an der Universität Leipzig bei Heinz Arno Knorr. Anschließend nahm er unter Ewald Schuldt am Untersuchungsprogramm an mecklenburgischen Megalithgräbern teil und grub auf dem endneolithischen Siedlungsplatz Lanz. In Leipzig wurde er 1974 mit einer Gesamtbearbeitung der endneolithischen Schönfelder Kultur promoviert. Von 1966 bis 1991 war er Leiter der Außenstelle Cottbus des Landesmuseums für Ur- und Frühgeschichte Potsdam. Er wurde dort zur treibenden Kraft beim Aufbau der archäologischen Rettungstätigkeit an den Braunkohlentagebauen und dabei zu einem prägenden Vorbild für alle, die in dieser Zeit in der DDR Ur- und Frühgeschichte studierten und dort Praktika, Ferienarbeit und freiwillige Einsätze absolvierten. Von 1991 bis 2007 war Günter Wetzel Leiter der Bodendenkmalpflege beim neu organisierten Brandenburgischen Landesamt für Denkmalpflege und Archäologischem Landesmuseum in Potsdam-Babelsberg, später in Wünsdorf. Seit dessen Gründung 1991 bis 2009 war er Vorsitzender des Mittel- und Ostdeutschen Verbandes für Altertumsforschung.
Hauptforschungsgebiete Wetzels sind das Jung-, Spät- und Endneolithikum Mitteleuropas, die Lausitzer Kultur, die slawische Archäologie sowie die Geschichte der Bodendenkmalpflege in Ostdeutschland. Er hat die Kreisgrabenanlage von Bochow entdeckt.
Günter Wetzel ist verheiratet mit der Prähistorikerin Ingrid Wetzel, von ihren zwei Söhnen ist Richard Wetzel ebenfalls Prähistoriker.

## Schriften
- Die neolithische Besiedlung der Altmark. In: Jahresschrift für mitteldeutsche Vorgeschichte 50. 1966, S. 33–60.
- Ein Dünenwohnplatz bei Lanz, Kr. Ludwigslust. Bodendenkmalpflege in Mecklenburg. Jb. 1967 (1969), S. 129–169.
- Funde der Glockenbecherkultur östlich der Elbe auf dem Gebiet der DDR. In: Veröffentlichungen des Museums für Ur- und Frühgeschichte Potsdam 10. Berlin 1976, S. 55–74.
- Die Schönfelder Kultur. Veröffentlichungen des Landesmuseums für Vorgeschichte in Halle, Band 31, Berlin 1979.
- Die archäologischen Untersuchungen in den Gemarkungen Schönfeld und Seese, Kr. Calau. In: B. Gramsch (Hrsg.): Schönfeld und Seese. Beiträge zur Ur- und Frühgeschichte der Niederlausitz. Veröffentlichungen des Museums für Ur- und Frühgeschichte Potsdam 19, Berlin 1985, S. 13–117.
- Neue frühneolithische Funde aus dem Bezirk Cottbus. In: Veröffentlichungen des Museums für Ur- und Frühgeschichte Potsdam 22. Berlin 1988, S. 27–33.
- Andje Knaack, Günter Wetzel: Neue schnurkeramische Grabfunde aus dem Bezirk Cottbus. In: Veröffentlichungen des Museums für Ur- und Frühgeschichte Potsdam 22. Berlin 1988, S. 35–87.
- Günter Wetzel, Achim Leube: Archäologische Forschung und Bodendenkmalpflege in der Niederlausitz und angrenzenden Regionen. Eine kleine Personen- und Forschungsgeschichte. Niederlausitzer Studien, Sonderheft 12, Cottbus 2010, ISBN 978-3-86929-065-2